# Séamus Dolan
 (décembre 2018).
Si vous disposez d'ouvrages ou d'articles de référence ou si vous connaissez des sites web de qualité traitant du thème abordé ici, merci de compléter l'article en donnant les références utiles à sa vérifiabilité et en les liant à la section « Notes et références ».
Séamus Dolan, né le 10 décembre 1914 dans le comté de Cavan et mort le 10 août 2010 à Belturbet, est une personnalité politique irlandaise du Fianna Fáil. Il a été député de 1961 à 1965 et sénateur de 1965 à 1969 et de 1973 à 1982. Il est Cathaoirleach (président) du Seanad Éireann de 1977 à 1981.